# Joël Schingtienne
Joël Schingtienne, né le 14 août 2002 à Bruxelles en Belgique, est un footballeur belge, d'origine congolaise (RDC), qui joue au poste de défenseur au Venise FC.

## Biographie

### En club
Joël Schingtienne commence le football sur le tard et intègre assez rapidement le centre de formation du RSC Anderlecht. Il quitte Neerpede à l'âge de 16 ans pour rejoindre l'Oud-Heverlee Louvain où il va petit à petit gravir les échelons des équipes de jeunes. Il est appelé deux fois par Marc Brys, l'entraîneur de l'équipe première, pour participer aux stages hivernaux que le club organise à la mi-saison.
Il signe son premier contrat professionnel à la fin de la saison 2021-2022. Ce contrat de deux ans fait office de période d'essai, car Joël n'intègre pas encore l'équipe première. Il s'entraîne avec elle tout en continuant à jouer pour la réserve.
Il joue son premier match professionnel le 15 avril 2023 lors de la 33e journée de Jupiler Pro League 2022-2023 face au KV Ostende. Il remplace Mathieu Maertens en fin de match, l'OH Louvain remporte la rencontre 4 à 0. Au fil du temps, et principalement lors de la saison 2023-2024, Joël Schingtienne s'impose comme un élément incontournable de la défense à trois d'OHL, aux côtés de joueurs comme Ewoud Pletinckx ou Federico Ricca.
Le 28 août 2024, Joël Schingtienne quitte l'OH Louvain et rejoint le fraîchement promu de Serie A, le Venise FC, pour un montant de trois millions d'euros. Il y signe un contrat de cinq ans, le liant à Venise jusqu'en 2029.

### En sélections nationales
Né en Belgique et étant d'origine congolaise, Joël Schingtienne a le choix entre les deux sélections nationales. Bien qu'il ait été sollicité à plusieurs reprises par la fédération congolaise, et que certaines rumeurs aient évoqué son arrivée possible chez les jeunes Léopards, il n'a finalement disputé aucun match pour les équipes de jeunes de la République démocratique du Congo.
En juin 2024, Joël Schingtienne est sélectionné par Gill Swerts en équipe de Belgique des espoirs pour participer à un match amical le 4 juin 2024 face au Maroc à Rabat. Il passera cependant l'entiéreté de la rencontre sur le banc, le match se termine sur le score de 2 buts à 2. Il est à nouveau appelé pour le dernier diptyque des éliminatoires de l'Euro espoirs 2025 et figure parmi les réservistes face à la Hongrie mais n'entre toujours pas au jeu.

## Statistiques

### En club
| Saison                | Club                  | Championnat           | Championnat | Championnat | Championnat | Coupe(s) nationale(s) | Coupe(s) nationale(s) | Coupe(s) nationale(s) | Compétition(s) continentale(s) | Compétition(s) continentale(s) | Compétition(s) continentale(s) | Compétition(s) continentale(s) | Autres compétitions | Autres compétitions | Autres compétitions | Autres compétitions | Total | Total | Total |
| Saison                | Club                  | Division              | M.          | B.          | P.d.        | M.                    | B.                    | P.d.                  | Comp.                          | M.                             | B.                             | P.d.                           | Comp.               | M.                  | B.                  | P.d.                | M.    | B.    | P.d.  |
| 2022-2023             | OH Louvain            | Division 1A           | 1           | 0           | 0           | -                     | -                     | -                     | -                              | -                              | -                              | -                              | -                   | -                   | -                   | -                   | 1     | 0     | 0     |
| 2023-2024             | OH Louvain            | Division 1A           | 25          | 1           | 0           | 3                     | 0                     | 1                     | -                              | -                              | -                              | -                              | PO2                 | 10                  | 0                   | 0                   | 38    | 1     | 1     |
| 2024-2025             | OH Louvain            | Division 1A           | 4           | 0           | 0           | -                     | -                     | -                     | -                              | -                              | -                              | -                              | -                   | -                   | -                   | -                   | 4     | 0     | 0     |
| Sous-total            | Sous-total            | Sous-total            | 30          | 1           | 0           | 3                     | 0                     | 1                     | -                              | -                              | -                              | -                              | -                   | 10                  | 0                   | 0                   | 43    | 1     | 1     |
| 2024-2025             | Venise FC             | Serie A               | 16          | 0           | 0           | -                     | -                     | -                     | -                              | -                              | -                              | -                              | -                   | -                   | -                   | -                   | 16    | 0     | 0     |
| 2025-2026             | Venise FC             | Serie A               | -           | -           | -           | 1                     | 0                     | 0                     | -                              | -                              | -                              | -                              | -                   | -                   | -                   | -                   | 1     | 0     | 0     |
| Sous-total            | Sous-total            | Sous-total            | 16          | 0           | 0           | 1                     | 0                     | 0                     | -                              | -                              | -                              | -                              | -                   | -                   | -                   | -                   | 17    | 0     | 0     |
| Total sur la carrière | Total sur la carrière | Total sur la carrière | 46          | 1           | 0           | 4                     | 0                     | 1                     | -                              | -                              | -                              | -                              | -                   | 10                  | 0                   | 0                   | 60    | 1     | 1     |